# Kościół św. Marka w Warężu
Kościół św. Marka w Warężu – rzymskokatolicki kościół w Warężu należący pierwotnie do zakonu Pijarów, przekształcony następnie w kościół parafialny, czynny do 1951 roku. Obecnie w stanie ruiny.

## Historia
Ze źródeł pisanych wiadomo, że parafia w Warężu istniała na pewno w r. 1486, ale dokładana data jej powstania nie jest znana. Od początku wchodziła w skład diecezji chełmskiej, następnie w wyniku rozbiorów Rzeczypospolitej na krótki moment w latach 1783–1787 należała do diecezji przemyskiej, a od r. 1787 aż do zamknięcia kościoła w r. 1951 do archidiecezji lwowskiej. Placówka pijarów w Warężu obejmująca kolegium i kościół została założona w r. 1688. Pierwsze projekty architektoniczne budynków kolegium waręskiego przygotował ok. 1688 roku architekt Tylman z Gameren. Do czasu wzniesienia murowanych budynków szkoły pijarskiej funkcjonowały zabudowania drewniane, powstałe w momencie fundacji placówki. Prace nad szkołą zakończono dopiero ok. 1750 dzięki finansowemu wsparciu kolejno Marka Matczyńskiego, Józefa Antoniego Łaszcza i Franciszka Salezego Potockiego. Jako jedyna szkoła średnia w województwie bełskim kolegium pijarów w Warężu przezywało rozkwit w l. 70. XVIII wieku, kiedy w szkole uczyło się ponad 300 uczniów, kształconych przez 15 nauczycieli. Placówka została skasowana przez Austriaków w r. 1784, a budynki szkolne przejęte przez rząd. Skrzydło południowe zostało rozebrane na materiał budowlany, a dwa pozostałe zdecydowano się sprzedać w ręce prywatne. W ciągu XIX wieku zabudowania po kolegium pełniły różne funkcje, m.in. mieszkalne i handlowe. Pod koniec stulecia otwarto w nich szkołę, dzięki czemu uniknięto kolejnej rozbiórki. Po niezbędnych remontach placówka oświatowa funkcjonowała w budynkach także w dwudziestoleciu międzywojennym, dzieląc miejsce z urzędem gminy. Po II wojnie światowej w bliżej nieokreślonym czasie rozebrano zachodnie skrzydło klasztoru i południową część skrzydła wschodniego, natomiast pozostałą część północną gruntownie przebudowano.
Pierwsza kaplica zakonu pijarów była drewniana i powstała wraz z ufundowaniem szkoły w r. 1688. Przed 1690 rozpoczęto wznoszenie murowanego kościoła, prace musiały postępować szybko, ponieważ na fasadzie umieszczono dużą tablicę fundacyjną z inskrypcją, w której wymieniono rok 1693 jako moment ukończenia kościoła (zapewne wtedy był ukończony w stanie surowym). Pierwsze projekty kościoła, tak jak klasztoru przygotował Tylman z Gameren, ale ostatecznie zrealizowano inny projekt. Kościół został uszkodzony w pożarze w r. 1763.
W r. 1785 placówka pijarów została skasowana, a kościół został przekazany na świątynię parafialną. W związku z tym przeniesiono do kościoła popijarskiego wyposażenie dawnego kościoła parafialnego pw. Wniebowzięcia Najświętszej Marii Panny i św. Stanisława w Warężu. W r. 1810 rząd austriacki skonfiskował część sprzętów liturgicznych, ale kościół w kolejnych latach był stanie dobrym. W r. 1851 spłonęła dzwonnica i została odnowiona, wymieniono także dzwony, a w r. 1896 remontowano organy, a na początku XX wieku przebudowano hełmy wież. 
W r. 1928 parafia wykupiła dawny budynek klasztoru, a w kolejnym roku na polecenie Lwowskiego Urzędu Konserwatorskiego przygotowano pomiary inwentaryzacyjne całego zespołu kościelno-klasztornego. W l. 30. XX wieku prowadzono częściowe remonty (m.in. fasadę, wnętrze). 
Kościół nie doznał większych szkód podczas II wojny światowej. Natomiast 17 marca 1944 w związku z atakami band UPA proboszcz ks. Edward Godlewicz wraz z mieszkańcami opuścili miasto, a upowcy zniszczyli wnętrze kościoła i plebanię grabiąc pozostawiony dobytek, zamordowano również 11 Polaków, którzy nie opuścili Waręża. 
Ostatecznie proboszcz został wysiedlony z Waręża przez władze sowieckiej Ukrainy 3 listopada 1951, a kościół zamknięty i użytkowany jako sklep meblowy i magazyn. Kiedy w r. 1983 rozebrano dach nad kościołem w krótkim czasie doprowadziło to do zniszczenia sklepień, w konsekwencji ich zawaleniu i  zniszczeniu bardzo cennej, XVIII-wiecznej dekoracji freskowej wnętrza. Postępująca w szybkim tempie degradacja kościoła trwa do dzisiaj.
Podczas ewakuacji parafii udało się przewieść część wyposażenia. Z najcenniejszych przedmiotów wiadomo, że: obraz Wizja św. Marka z ołtarza głównego został przekazany do kurii w Lubaczowie, a następnie do Muzeum Kresów w Lubaczowie, eksponowany jest w miejscowej konkatedrze, obraz Matka Boska Śnieżna został najpierw przekazany do domu Ss. Służebniczek w Prałkowicach koło Przemyśla, a  5 października 1980 przekazano go do kościoła pw. Matki Bożej Królowej Polski w Stalowej Woli i wstawiono do ołtarza głównego. Obraz z pełno postaciowym wizerunkiem fundatora kolegium i kościoła Marka Matczyńskiego trafił najpierw do kościoła w Sulimowie, a następnie został przekazany do Muzeum Kresów w Lubaczowie. Duża część przedmiotów z kościoła w Warężu znajduje się obecnie w kościele parafialnym w Czarnej koło Ustrzyk Dolnych.

## Architektura i wystrój malarski kościoła
Kościół zbudowany w centrum Waręża, nad stawem, na niewielkim wzniesieniu. Murowany, na rzucie prostokąta, trójprzęsłowy z węższym i niższym prezbiterium i na osi kolejno dwoma obniżającymi swoją wysokość, dwupiętrowymi aneksami zakrystii. Wnętrze w systemie ścienno-filarowym, z nałożonymi na filary parami pilastrów podtrzymujących fragmenty belkowania, sklepienia kolebkowe z lunetami. W pierwsze przęsło wmurowany chór muzyczny na trzech arkadach. Fasada dwuwieżowa, dwukondygnacyjna, zwieńczona trójkątnym przyczółkiem. Wyższe kondygnacje wież czworoboczne w rzucie, z szerszymi ściętymi narożnikami, tworzące rzut przypominający ośmiobok. 
Nad wejściem głównym wmurowana duża tablica z czarnego marmuru dębnickiego w inskrypcją fundacyjną: „Ad maiorem DEI Gloriam | sui Tutelaris Divi Marci Apostoli & Ewangelistae Honorem | verae Fidei propagationem | NOMINIS SVI perpetuam memoriam | Religionis vero Clericorum Regularium Paupe rum Matris Dei | SCHOLARUM PIARUM | Vnicum Solatium | Illustrissimus Dominus in WARAZ & MICHROW | MACRUS MATCZYNSKI | PALATINVS & Generalis Terrarum Russiae | Bełzensis Braclaviensis Rubieszoviensis Groiecensis | CAPITANEVS | Hanc Ecclesiam FVNDAVIT | Felicissime Regnante Serenissimo REGE POLONIAE | IOANNE TERTIO | Anno Domini MDCXCIII”. Nad wejściami bocznymi, małe czarnomarmurowe tablice z herbami zakonu pijarów.  W szczycie fasady tablica dedykacyjna z napisem: „Si enim Coelvm et | Coeli Coelorvm Te | Capere non possvnt | Qvanto Magis | Domvs haec qvam | aedifi cavi Tibi”.
Pierwotnie po obu stronach kościoła domurowane były skrzydła klasztoru: od wschodu o kształcie prostokąta, a od zachodu dwa skrzydła w kształcie litery „L”. Przed kościołem znajdowała się brama prowadząca na teren przykościelny, a przed nią wolnostojąca, murowana arkadowa dzwonnica na trzy dzwony, zwieńczona trójkątnym przyczółkiem, w którym umieszczona  tablicę z napisem: „NA CZEŚĆ I CHWAŁĘ BOSKĄ Z DARÓW DOBRWOLNYCH POBOŻNYCH DOBROCZYŃCÓW, DZWONY SPRAWIONE R.P. 1851. A DZWONNICA DOKOŃCZONA 1852 ZA STARANIEM KS. MICHAŁA MROCZKOWSKIEGO PROBOSZCZA”.
Dekoracja malarska wykonana w technice fresku pokrywała całą powierzchnię ścian i sklepień kościoła i zakrystii. Na ścianach odmalowano siedem architektonicznych, malowanych iluzjonistycznie, ołtarzy (pięć z nich miało naokoło iluzjonistycznie malowane wnęki). Na ścianie chórowej umieszczono przedstawienia patronów muzyki kościelnej – Króla Dawida grającego na harfie i św. Cecylii grającej na organach, a nadchórem muzycznym przedstawiono scenę Koncertu anielskiego umieszczonego na tle iluzjonistycznej architektury. 
Artykulacja wnętrza była przeprowadzona przez malowane iluzjonistycznie kanelowanie pilastry. Na nich namalowano zacheuszki i portrety apostołów w iluzjonistycznych ramach. Na sklepieniu nawy w iluzjonistycznym obramieniu z architektury znajdowała się scena w ujęciu panoramicznym, przedstawiająca Tryumf Wiary.  Na środku tej sceny widoczne były putta unoszące insygnia władzy papieskiej – tiarę i krzyż, po bokach postacie trzymały hostię na kielichu i krzyż. Na bokach kompozycji umieszczone były personifikacje czterech kontynentów: Europa na koniu, Azja na wielbłądzie, Afryka na lwie i Ameryka na krokodylu. Towarzyszyły im personifikacje cnót: Wiary, Nadziei, Miłości i Sprawiedliwości. Na łuku tęczowym przedstawiono scenę Adoracji Baranka przez 24 starców oraz herby Prawdzic z insygniami biskupimi (należący do bp. Józefa Antoniego Łaszcza), Pilawa (Franciszka Salezego Potockiego) i Jastrzębiec. W prezbiterium na ścianach odmalowano w iluzjonistycznych nastawach ołtarzowych sceny: Wizji św. Józefa Kalasantego oraz Wizji św. Kajetana. 
W zakrystii kościoła na ścianach poza iluzjonistycznymi wazonami z kwiatami namalowano w lunetach sklepienia kartusze z portretami wybitnych pijarów: Św. Józef Kalasanty, Św. Maria Magdalena de Pazzi ukazująca Najświętsze Serce Jezusa, Bł. Piotr Casani i Hostia w monstrancji, Stanisław Papczyński i Anioł z wizerunkiem Marii Panny oraz Gliceriusz Landriani i Anioł trzymający wizerunek Jezusa. Z kolei na środku sklepienia widoczna była Maria z Gołębicą Ducha Świętego. W pomieszczeniu znajdował się także malowany herb Prawdzic (Łaszczów). 

## Problematyka artystyczna
Projekty Tylmana z Gameren przygotowane dla kościoła i klasztoru w Warężu zostały drobiazgowo omówione w literaturze przez Stanisława Mossakowskiego, monografistę niderlandzkiego architekta. Ponieważ z nieznanych przyczyn nie zrealizowano tych projektów, kościół w Warężu został połączony przez badaczy wraz z grupą innych budowli (m.in. z kościołem w Uhnowie) najpierw z muratorem Wojciechem Lenartowiczem , a po badaniach Jerzego Kowalczyka z majorem twierdzy Zamoyskiej inż. Janem Michałem Linkiem. Pojawiły się także próby połączenia obu stanowisk . Dyskusję tę zebrał i uporządkował w ostatnich latach Michał Kurzej. Badacz ten przeanalizował proporcje kościoła w Warężu i Uhnowie, sposób łączenia murów i doszedł do wniosku, że projekt kościoła w Warężu należy łączyć z muratorem Wojciechem Lenartowiczem, który zbudował kościół w Uhnowie i podpisał się na jego fasadzie.  
Do najcenniejszych zabytków kościoła waręskiego należy XVIII-wieczna polichromia obejmująca pierwotnie całe wnętrze świątyni. Niestety, pomimo badań archiwalnych w dalszym ciągu nie wiadomo kiedy dokładnie powstała, ani kto był jej autorem. Udało się za to zidentyfikować część wzorów, jakimi posłużyli się anonimowi malarze przy komponowaniu fresków. Były to ryciny z traktatu jezuity Andrei Pozza p.t. „Perspectiva pictorum et architectorum” (malowana architektura na sklepieniu), a także sceny figuralne z rycin wg następujących obrazów Rubensa: główna scena na sklepieniu nawy powtarza kompozycję znaną z ryciny Nicolasa Lauwersa, alegorię Europy wzorowano na Podróży Marii Medycejskiej do Les Ponts-de-Ce, a wizerunek krokodyla z Personifikacji Ameryki na fragmencie Polowania na krokodyla i hipopotama.